# La Justícia (tarot)

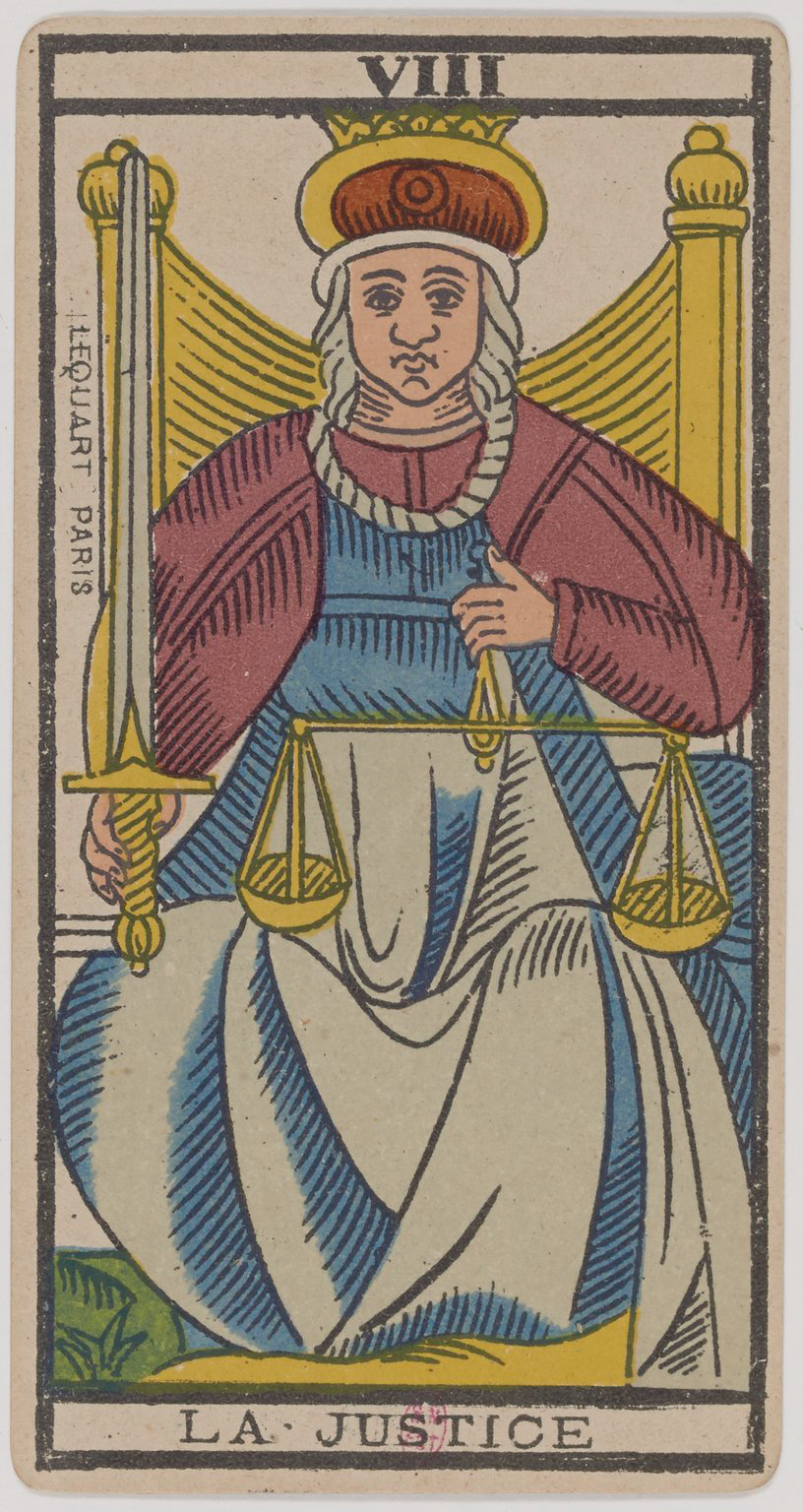
La Justícia, vuitè arcà major del tarot (Tarot de Marsella).

La Justicia (VIII) el vuitè trumfo o Arcà major en les baralles de tarot (tot i que a la tradició iniciada pel tarot Rider-Waite és l'onzè) i s'utilitza tant per als jocs populars de tarot com en la cartomància.
La carta de la Justícia apareix ja en els primers tarots, com el Tarot de Marsella. Normalment apareix després del Carro (VII), tot i que en algunes baralles aquest criteri pot canviar. És una de les tres virtuts cardinals que apareixen als arcans majors del tarot, juntament amb la Força i la Temprança.
Si bé aquest ha estat tradicionalment el vuitè arcà i la Força l'onzè, en el segle xix això canvià quan A. E. Wite els intercanvià la numeració. Aquesta mesura anava encaminada a aconseguir una major correspondència astronòmica, ja que Lleó (constel·lació amb la que identificava la Força) és anterior a Balança (constel·lació amb la que identificava la Justícia). A causa de la importància de la seva baralla, referent del tarot en el món anglosaxó, avui dia aquesta doble numeració (una segons la tradició italo-marsellesa, l'altra segons la tradició anglosaxona) es troba molt estesa.

## Descripció
Ben asseguda al seu tron, la Justícia mostra tant un atribut actiu (l'espasa) com un de passiu (la balança). També és la primera figura que mira al davant, al consultant, convidant a una introspecció sense fissures.
Tot i que aquest és l'arcà de la simetria, petits detalls de la carta ens mostres elements diferenciadors que rompen amb aquesta. De de la mateixa manera que en l'art sagrada dels constructors de catedrals, la veien com una cosa diabòlica, elements com els capçals del seu tron, la diferent altura dels plats de la balança o la manca de paral·lelisme entre l'espasa i la columna la defugen de manera subtil, però clara per a qui sap mirar.
La balança en la seva mà esquerra és feta d'or, simbolitzant una decisió equilibrada.

## Interpretació

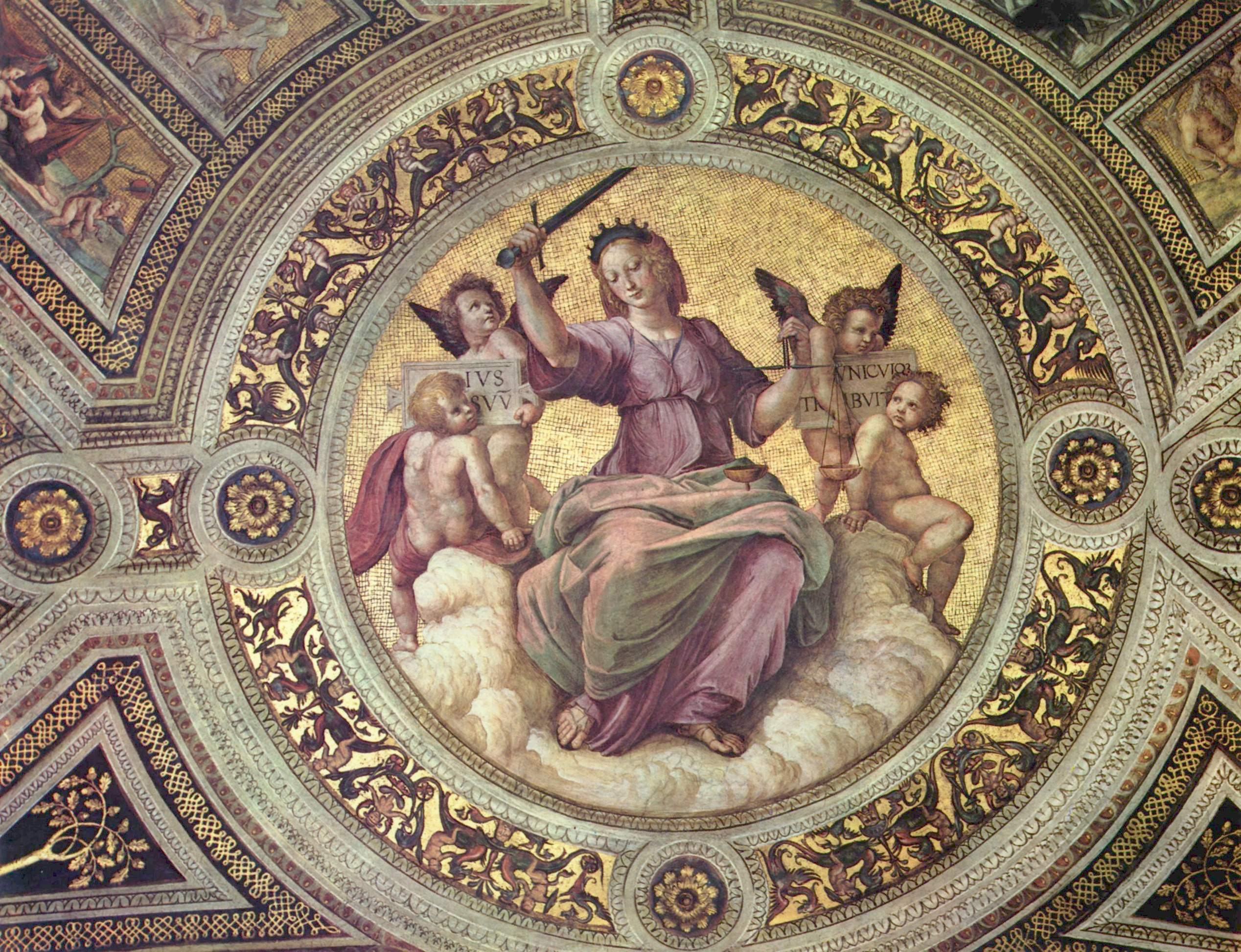
Al·legoria de la Justicia, per Raffaello. En el Renaixement italià, la Justicia no acostuma a aparèixer amb els ulls tapats.

La Justícia simbolitza la perfecció, és el cim de la sèrie dels números parells: després de l'acumulació del 2, de l'establiment del 4 i de descobriment del plaer del 6, el 8 assoleix l'estat en que no hi ha res que afegir ni que restar.
És un arcà que parla de l'equilibri i l'estabilitat pròpia de la simetria. Tot i així, si s'observa el moviment de la balança, es pot observar que la Justícia influeix en ell amb el colze i el genoll. Això pot interpretar-se de manera negativa (injustícia, ardit, falsa perfecció...), però també es pot entendre que l'arcà ens avisa de l'excés de perfeccionisme, que sovint por fer que el mètode o la tècnica facin que el fons perdi el sentit o la importància en pro de la forma.
La seva simbologia remet a la Llei, a la disciplina i la lògica, però també a les decisions moderades i la claredat de judicis. Segons el tarot Rider-Waite, parlaria de la llei del Karma iens ensenya la lliçó més justa, però també la més cruel: un no obté el que espera, ni tal sols el que desitja, sinó el que mereix.
| Precedit per: El Carro (VII) | Arcans majors del Tarot | Succeït per: L'Ermità (VIIII) |

La Justicia (VIII)
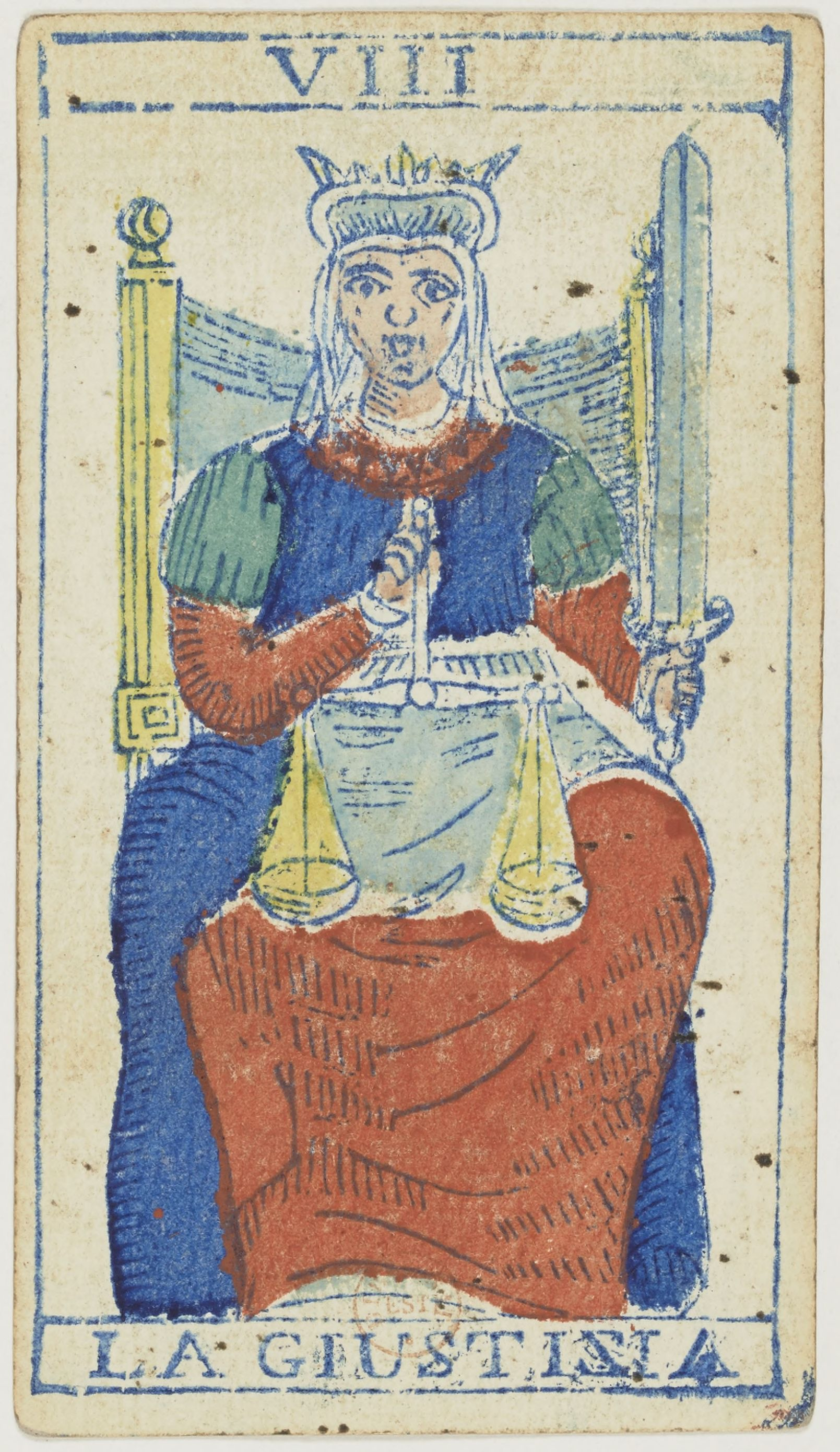
Tarot Piemontès, 1865
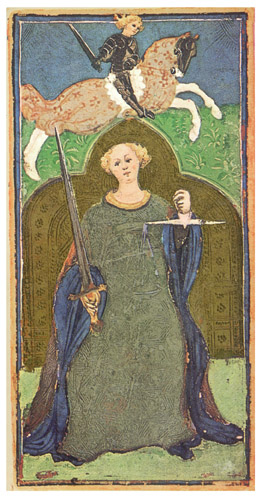
Tarot Visconti-Sforza, 1450
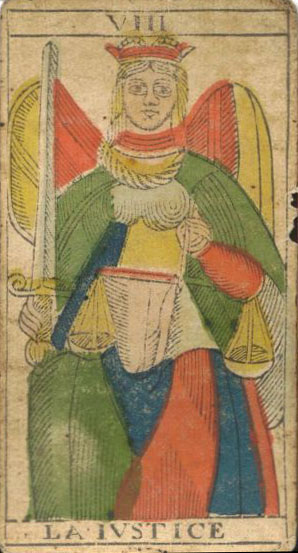
Tarot de Besançon, s.XIX
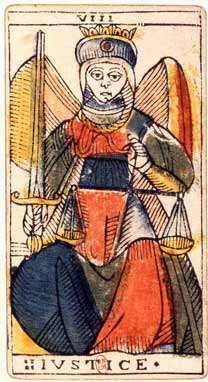
Tarot de Jean Dodal, s. XVIII
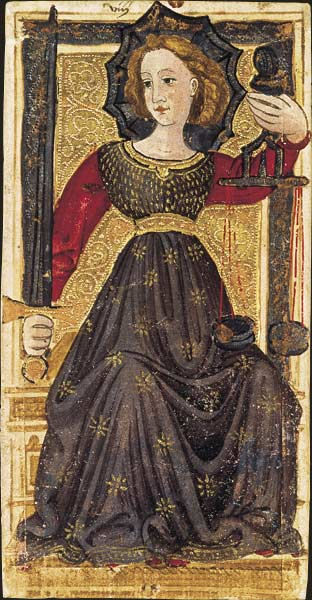
Baralla de Carles VI, segle XV.
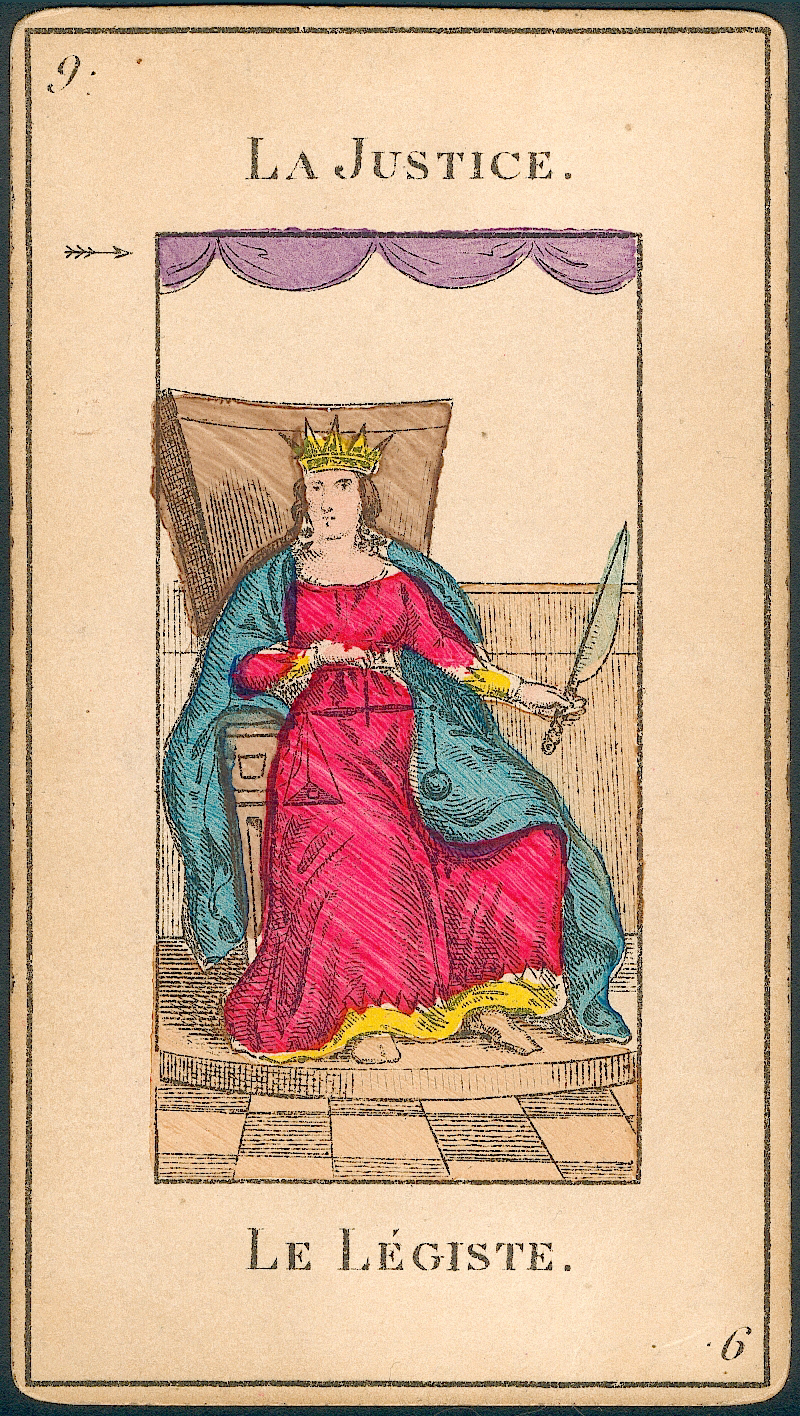
Tarot d'Etteilla, cap a 1890.
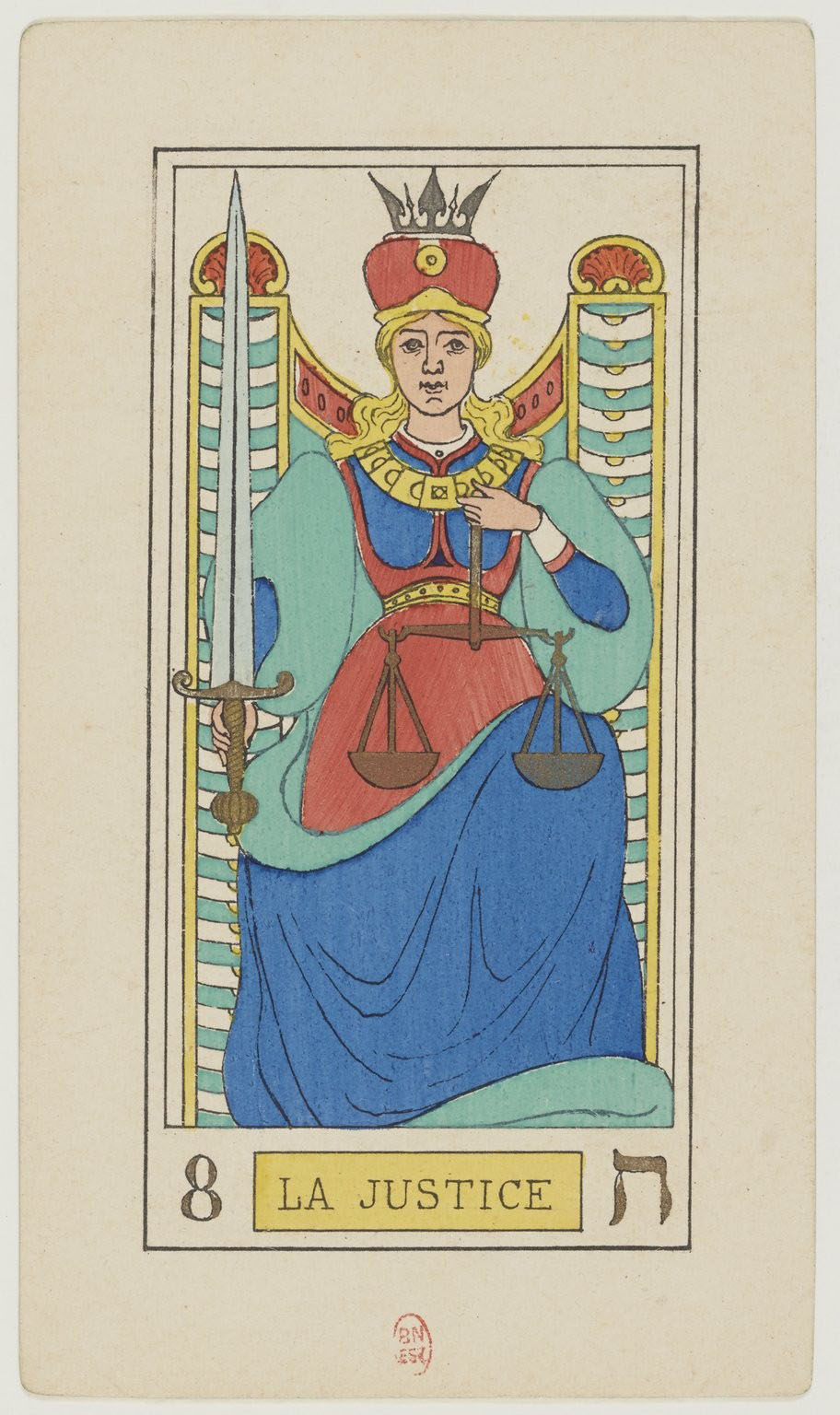
Tarot d'Oswald Wirth, 1889.
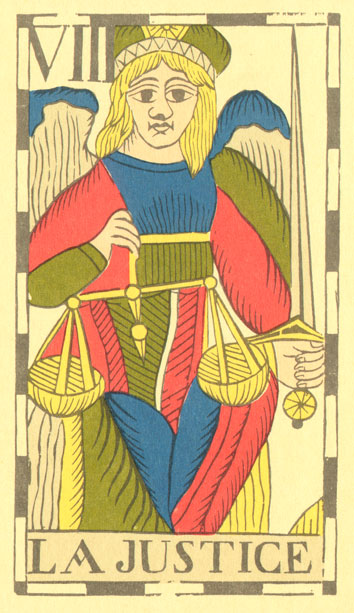
Tarot Flamand, 1780
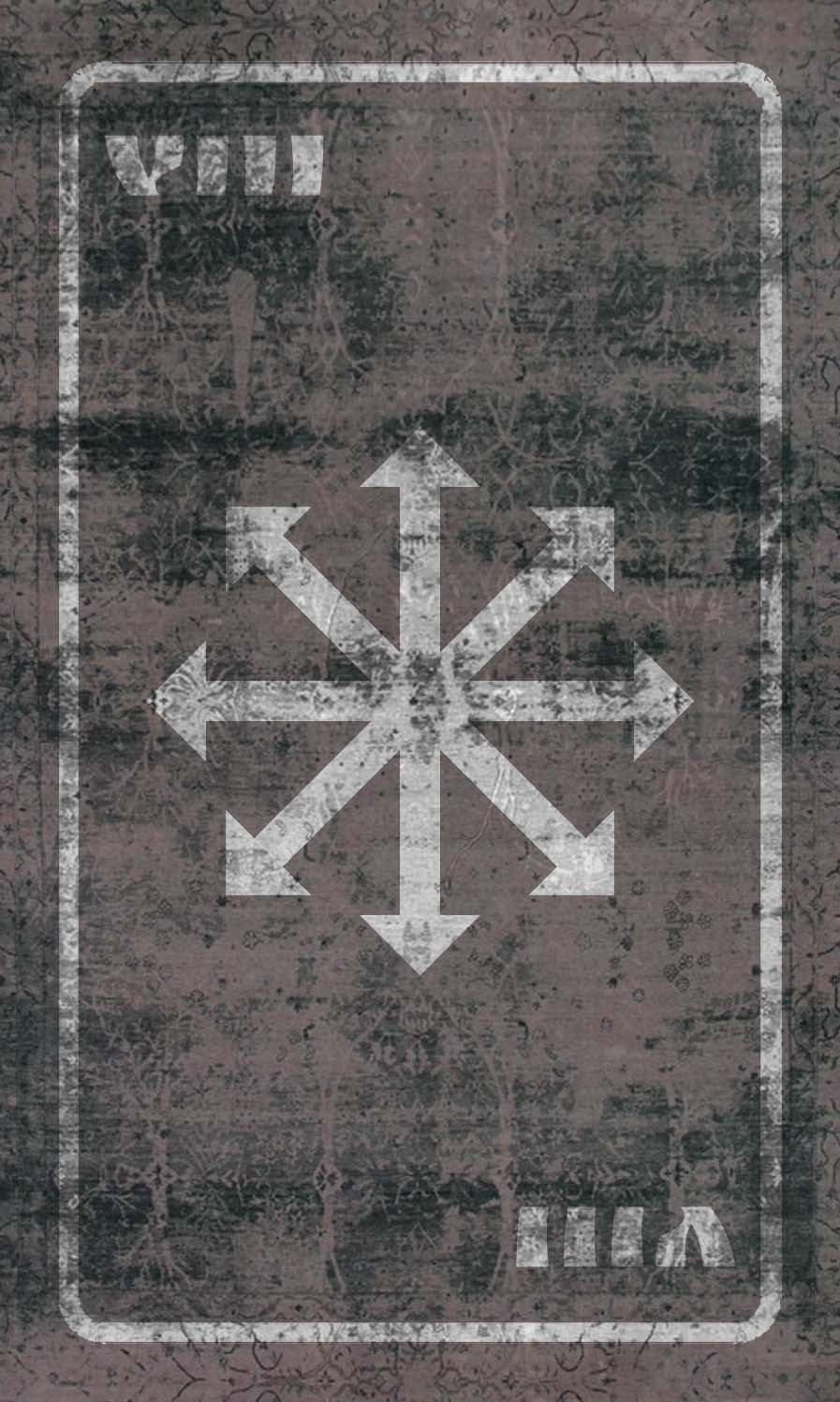
Tarot Satànic, 1996.
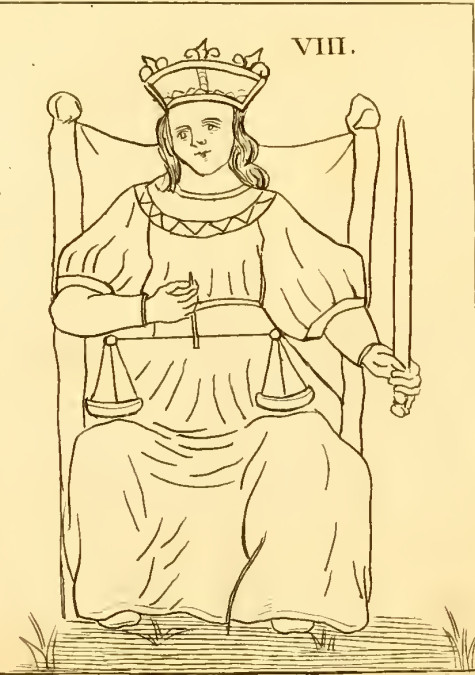
Disseny del trumfo del tarot d'Antoine Court de Gébelin per al seu assaig Du Jeu des Tarots, 1781.
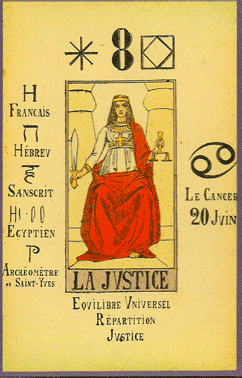
Disseny de l'arcà per al llibre de Papus Le Tarot Divinatoire. Le Livre des Mystères et les Mystères du Livre. Clef du tirage des cartes et des sorts. Avec la reconstitution complète des 78 lames du Tarot Égyptien et de la méthode d'interprétation. Les 22 arcanes majeurs et les 56 arcanes mineurs (1909).